# 3 juin 1981
Le mercredi 3 juin 1981 est le 154e jour de l'année 1981.

## Naissances
- Élisabeth Davin, athlète belge
- Alex Trochut, graphiste, typographe et illustrateur espagnol
- Cameron McIntyre, joueur de rugby néo-zélandais
- Cristiano dos Santos Rodrigues, joueur de football brésilien
- Dana Velďáková, athlète slovaque, spécialiste du triple saut
- Dounia Issa, joueur de basket-ball professionnel français
- Ekaterina Sysoeva, joueuse de tennis russe
- Lois Maikel Martínez, athlète cubain, puis espagnol
- Miao Lijie, joueur de basket-ball chinois
- Mike Adam, curler canadien
- Munenori Kawasaki, joueur de baseball japonais
- Paolo Duca, joueur de hockey sur glace suisse
- Pekka Salminen, sauteur à ski finlandais
- Rich Rundles, joueur américain de baseball
- Sosene Anesi, joueur de rugby néo-zélandais

## Décès
- Carleton Coon (né le 23 juin 1904), Anthropologue américain, président de l'American Association of Physical Anthropologists